# Самохина, Анна Владленовна
А́нна Владле́новна Само́хина (урождённая — Подго́рная; 14 января 1963, Гурьевск, Кемеровская область — 8 февраля 2010, Парголово, Санкт-Петербург) — советская и российская актриса театра и кино, телеведущая и певица.

## Биография
Родилась 14 января 1963 года в Гурьевске Кемеровской области. 
В 1964 году, вскоре после рождения Анны, семья Подгорных, переехала на родину отца, в Ворошиловградскую область. Там отцу не удалось найти работу по специальности и семья перебралась в город Череповец Вологодской области, где родители трудились на Череповецком металлургическом комбинате. Когда Анне было семь лет, отец умер и мать воспитывала дочерей в одиночку.
В семь лет Анне купили пианино, и она начала заниматься музыкой сначала дома, потом в музыкальной школе. В 14 лет она была принята в Череповецкий народный театр.
В 1978 году поступила на актёрское отделение Ярославского театрального училища (мастерская Сергея Константиновича Тихонова). Во время учёбы вышла замуж за однокурсника Александра Самохина в 1979 году и взяла его фамилию. По окончании училища в 1982 году, получив специальность «артист драматического театра», супруги Самохины были направлены на работу по распределению в Ростов-на-Дону, в Ростовский ТЮЗ имени Ленинского комсомола.

### Работа в кино и в театре
В 1987 году Анна Самохина получила главную женскую роль, Мерсе́дес, в советском приключенческом художественном фильме Георгия Юнгвальд-Хилькевича «Узник замка Иф» (1988) по роману Александра Дюма «Граф Монте-Кристо». Эта кинороль оказалась для актрисы очень удачной, и в 1988 году режиссёр Юрий Кара пригласил Анну Самохину сняться в своей криминальной драме «Воры в законе». Этот фильм, поставленный по рассказам Фазиля Искандера, в котором играло много известных актёров, был очень хорошо встречен публикой: его посмотрели 39,5 миллионов зрителей — и безжалостно обруган критикой. В книге «Досье на звёзд» Фёдора Раззакова приводятся слова актрисы об этой её работе:
Я благодарна судьбе за то, что попала в этот фильм, он принёс мне популярность. Однако с героиней фильма у меня нет ничего общего — ни одного взгляда, шага. Я человек верующий, христианка. Много лет спустя смотрю на себя в этой картине и думаю — Боже, какое чудовище! Но если бы меня снимали, какая я есть, было бы совершенно неинтересно. Я обычный человек, неэкзальтированный, неизбалованный, не люблю больших компаний…Анна Самохина
В 1989 году Анну Самохину приняли в труппу Театра имени Ленинского комсомола в Ленинграде. Здесь она играла в спектакле «Шведский замок» по пьесе Франсуазы Саган.
Среди киноработ актрисы можно выделить роли в костюмной ленте Яна Фрида «Дон Сезар де Базан» (1989), где партнёрами Самохиной были Михаил Боярский и Юрий Богатырёв, в исторической драме «Царская охота» (1990), снятой Виталием Мельниковым, в которой она сыграла княжну Тараканову. Классическая красота Самохиной особенно хорошо смотрелась в пышном антураже костюмных фильмов, и режиссёры это активно использовали.
В начале 1990-х годов Анна Самохина сыграла несколько десятков ролей в художественных фильмах разных жанров — в комедиях, детективах, боевиках, исторических лентах.
Кроме того, Самохина как художественный руководитель студии «Диапазон» представляла в 1996 году на фестивале в Монако российско-украинский исторический телевизионный художественный фильм «Гроза над Русью» (1992), поставленный по роману «Князь Серебряный» А. К. Толстого, — в нём свои последние роли исполнили Сергей Бондарчук и Олег Борисов.
После громких ролей казалось, что звёздная карьера актрисе обеспечена, но в стране наступали трудные времена, отразившиеся и на кинематографе. По финансовым соображениям ей приходилось соглашаться на неинтересные, коммерческие роли. И вскоре Самохина устала от такой работы. По её словам, съёмки в сериалах основаны на «потогонной системе» — работать приходилось по 14 часов в сутки. Напряжённый график сказывался на здоровье, и Самохина стала отклонять практически все предложения.
В 1999 году актриса появилась в популярном сериале «Улицы разбитых фонарей 2. Новые приключения ментов», где сыграла роль директора торговой фирмы «Вектор» Ларисы Витальевны Курбатовой в серии № 8 «Дама с собакой».
Понравилась работа в сериале «Улицы разбитых фонарей», в котором, наверное, только ленивый не снялся. На площадке «Ментов» всё делается профессионально, весело и в быстром темпе. А серия называлась, если помните, «Дама с собакой», и этой дамой была я.Анна Самохина.
В 2001 году на экраны страны вышел сериал «Чёрный ворон», в котором Анна Самохина сыграла Аду Захаржевскую, потомственную колдунью.
Самохина также подрабатывала конферансом, вела концерты в паре с заслуженным артистом России Николаем Юрьевичем Поздеевым. Анну могли видеть и ведущей концертов к Дню Военно-морского флота, и на День города, День строителя, и на частных вечеринках.
Конферанс был для неё в те годы отдушиной, как для актрисы, которая хочет, но не может пока играть. Но как только её вновь стали приглашать сниматься и играть на сцене, Самохина тут же бросила конферанс.Н. Ю. Поздеев.
Возвращение в мир искусства состоялось в 2003 году, когда с репетициями нового спектакля Самохина вышла на сцену драматического театра «Колесо» в Тольятти. Актриса сыграла главную роль в пьесе «Жозефина и Наполеон» чехословацкого драматурга Иржи Губача (роль крестьянки с острова Святой Елены, куда был сослан Наполеон). В том же году на экраны вышли новые сезоны сериала «Бандитский Петербург», где Самохина вместо Ольги Дроздовой доигрывала роль Екатерины Званцевой.
Премьера спектакля «Жозефина и Наполеон» состоялась 8 марта 2004 года. Постановка увенчалась полным успехом. Чтобы увидеть Самохину, люди приезжали из соседних городов. Вскоре успешные премьеры состоялись в Самаре и Санкт-Петербурге. Позже Самохина играла в спектакле «Влюблённый Мопассан» Санкт-Петербургского «Театрального центра на Коломенской».
Последние годы актриса много и успешно работала в кино и на театральной сцене Санкт-Петербургского театра «Русская антреприза имени Андрея Миронова», Санкт-Петербургском антрепризном театре комедий. Её красота мало кого оставляла равнодушным. В феврале 2010 года она должна была вместе со своим партнёром по сцене Дмитрием Харатьяном начать репетировать в антрепризном спектакле «Ах, этот Ходжа Насреддин» по пьесе Георгия Юнгвальд-Хилькевича. Но вместо этого ей пришлось срочно заняться своим здоровьем.
Одна из самых лучших театральных ролей актрисы — главная женская (и комедийная) роль Вари, девушки из провинции, в спектакле «Виновник торжества» Санкт-Петербургского малого театра комедии, который теперь носит её имя (Санкт-Петербургский малый театр комедии имени Анны Самохиной).

### Болезнь и последние дни жизни
25 ноября 2009 года актриса из-за внезапных болей в желудке решила пройти гастроскопию и была госпитализирована в Военно-медицинскую академию в Санкт-Петербурге; 26 ноября  врачи диагностировали рак желудка в последней (IV) стадии.
В последние дни Анна Самохина отказалась от лечения. Проведя дома несколько дней, она согласилась переехать в хоспис в посёлок Парголово города Санкт-Петербурга.
Дочь актрисы Александра рассказывала, что в последнее время Самохина отказалась от общения с близкими:
Мама до последних дней надеялась, что поправится и вновь сможет радовать публику своими ролями. Она хотела, чтобы её помнили молодой и красивой. Даже к этой трагической ситуации относилась с улыбкой, не воспринимала всё происходящее всерьёз. Так она и сгорела буквально на глазах, за считанные дни.Александра Самохина, дочь актрисы, 10 февраля 2010 года.
Работники хосписа № 3 Санкт-Петербурга, где в последние месяцы находилась Анна Самохина, рассказывали, что её макияж был безупречен даже в самые тяжёлые дни. А чтобы скрыть последствия химиотерапии, Самохина не снимала платок с головы.
Скончалась в хосписе 8 февраля 2010 года в 2 часа ночи, на 48-м году жизни после тяжёлой и продолжительной болезни. Похоронена на Смоленском кладбище Санкт-Петербурга, рядом с могилой свекрови, матери первого мужа, Александра Николаевича Самохина.

### Семья и личная жизнь
- Отец — Владлен Дмитриевич Подгорный (1936—1970). Был родом из Ворошиловградской области Украинской ССР, в 1956 году окончил Енакиевский металургический техникум, по специальности «техник-сталеплавильщик», и был направлен на работу в город Гурьевск Кемеровской области, работал сталеплавильщиком, мастером на разливке в мартеновском цехе. Скончался в Череповце в возрасте тридцати четырёх лет, страдая пороком сердца[5].
- Мать — Анна Григорьевна Подгорная (в девичестве — Кондратьева; род. 1934, Таганрог, Ростовская область, РСФСР). В феврале 1957 года окончила Таганрогский металлургический техникум, по специальности «техник-электрик», и была направлена на работу на металлургический завод города Гурьевска Кемеровской области конструктором в конструкторском бюро, затем трудилась дежурным по установкам при электроцехе. В ноябре 1957 года вышла замуж за Владлена Подгорного[21] (скончался от рака[5]).
- Сестра — Маргарита (род. 1958[21]).

- Первая любовь — Герман Волгин, хоккеист, играл в московском «Спартаке», затем в Германии[22][23].

- Первый супруг (1979—1994) — Александр Николаевич Самохин (род. 1955), однокурсник по Ярославскому театральному училищу. После окончания училища они уехали работать в Ростов-на-Дону. 
  - Дочь — Александра Самохина (род. 1 ноября 1983). В 2004 году окончила СПбГАТИ (курс Владимира Викторовича Петрова).

- Второй супруг (1994—2001) — Дмитрий Павлович Коноров, бизнесмен, владелец кафе в Санкт-Петербурге. Вместе они организовали новую киностудию «Диапазон», где Самохина была художественным руководителем. Коноров помог актрисе организовать свой собственный ресторанный бизнес. После семи лет брака рассталась, рестораны продала[источник не указан 1450 дней].

- С 2004 года жила фактическим браком с Евгением Васильевичем Фёдоровым (бывший заместитель начальника Пулковской таможни по оперативным вопросам[24][25][26][27][28]), в 2006 году они расстались[29].

- Состояла в отношениях с актёром Арнисом Лицитисом. Роман с Лицитисом зародился и проходил после съёмок «Узника замка Иф»[30].
- Состояла в отношениях актёром и телеведущим Дмитрием Нагиевым. С Нагиевым она в 1995 году исполнила несколько песен и записала совместный альбом. Об их отношениях Нагиев рассказал уже после её смерти[31].

### Увлечения
Самохиной, по её словам, нравилось заниматься предпринимательством — и это помогало ей достигать поставленных целей. Её рестораны «Граф Суворов» и «Поручик Ржевский» на углу улиц Садовой и Ломоносова пользовались особой популярностью в Петербурге.
У актрисы были два питбультерьера, Ирокез и Эвита.

## Творчество

### Фильмография
| Год       |   | Название                                                                            | Роль                                                                             |
| --------- | - | ----------------------------------------------------------------------------------- | -------------------------------------------------------------------------------- |
| 1988      | ф | Узник замка Иф                                                                      | Мерсе́дес, графиня де Морсер, невеста Эдмона Дантеса и жена Фернана Мондего       |
| 1988      | ф | Воры в законе                                                                       | Рита                                                                             |
| 1989      | ф | Дон Сезар де Базан                                                                  | цыганка Маритана                                                                 |
| 1989      | ф | На железной дороге                                                                  | Мария                                                                            |
| 1990      | ф | Волчья стая                                                                         | Рунак                                                                            |
| 1990      | ф | Женский день                                                                        | Ирина Ерохина                                                                    |
| 1990      | ф | Царская охота                                                                       | Елизавета Тараканова                                                             |
| 1991      | ф | Брюнетка за 30 копеек                                                               | Ия-Мими                                                                          |
| 1991      | ф | Взбесившийся автобус                                                                | Тамара, жена Павла Мелкоянца                                                     |
| 1991      | ф | Гангстеры в океане                                                                  | судовой врач Анна Григорьевна                                                    |
| 1991      | ф | Дура                                                                                | Антуанетта, жена следователя                                                     |
| 1991      | ф | Исчадье ада                                                                         | Эрна Бронштейн (Дора Бриллиант)                                                  |
| 1991      | ф | Семьянин                                                                            | Рая, жена-редактор                                                               |
| 1992      | ф | Великое замыкание, или Детонатор                                                    | Она                                                                              |
| 1992      | ф | Идеальная пара                                                                      | Марина                                                                           |
| 1992      | ф | Йоксель-моксель                                                                     | мама                                                                             |
| 1992      | ф | Рэкет                                                                               | Настя                                                                            |
| 1992      | ф | Тартюф                                                                              | Марианна                                                                         |
| 1993      | ф | Волчицы                                                                             | Жюлия                                                                            |
| 1993      | ф | Страсти по Анжелике                                                                 | Анжелика Ивановна Кудрина                                                        |
| 1993      | ф | Трень-брень                                                                         | продавщица                                                                       |
| 1994      | ф | Сделай мне больно                                                                   | Вера Самарина                                                                    |
| 1994      | ф | Колесо любви                                                                        | Екатерина Львовна                                                                |
| 1994      | ф | Поезд до Бруклина                                                                   | Вера                                                                             |
| 1994      | ф | Русский транзит                                                                     | Александра                                                                       |
| 1995      | ф | Бульварный роман                                                                    | Ольга Васильевна Палем                                                           |
| 1996      | ф | Театр ЧехонТВ. Старые знакомые. Картинки из недавнего прошлого (эпизод «Ушла»)      | жена Петра Николаевича                                                           |
| 1998      | с | Седьмое кольцо колдуньи                                                             | королева Кора                                                                    |
| 1998—1999 | с | Улицы разбитых фонарей 2 (8-я серия «Дама с собакой»)                               | Лариса Витальевна Курбатова                                                      |
| 1999      | ф | Китайскій сервизъ                                                                   | Зинаида Волошина                                                                 |
| 2000      | с | Дом надежды (телесериал)                                                            | медсестра                                                                        |
| 2001      | с | Русский водевиль (телесериал)                                                       | Имя персонажа не указано                                                         |
| 2001      | ф | Русский водевиль (Фильм 1. Бледнолицый лжец (Заёмные жёны))                         | Луиза Карловна Зюдерзе                                                           |
| 2001      | ф | Русский водевиль (Фильм 2. Вицмундиръ)                                              | Анна Егоровна Любецкая                                                           |
| 2001      | с | Чёрный ворон (телесериал)                                                           | Ада Захаржевская                                                                 |
| 2002      | с | Дружная семейка (телесериал, 12 серия «Калым»)                                      | Зухра                                                                            |
| 2003      | с | Бандитский Петербург. Фильм 4. Арестант (телесериал, 1-5, 7 серии)                  | Катя Званцева (Екатерина Дмитриевна Гончарова)                                   |
| 2003      | с | Бандитский Петербург. Фильм 5. Опер (5 серия)                                       | Катя Званцева (Екатерина Дмитриевна Гончарова)                                   |
| 2003      | с | Бандитский Петербург. Фильм 6. Журналист (1-3, 5, 7 серии)                          | Катя Званцева (Екатерина Дмитриевна Гончарова)                                   |
| 2004      | с | Повторение пройденного                                                              | Ирина Полянская                                                                  |
| 2004      | с | Три цвета любви                                                                     | Мария (Маша) Петрова                                                             |
| 2007—2008 | с | Гаишники (серии 4 и 7)                                                              | Светлана Игоревна Мокроусова, депутат Госдумы, затем губернатор Санкт-Петербурга |
| 2008—2009 | с | Дилер (серия 3 «Memento Mori», серия 7 «Старуха на обочине»)                        | Трике                                                                            |
| 2009      | ф | Дом без выхода                                                                      | Виолетта Анатольевна                                                             |
| 2009      | с | Любовь — не то, что кажется… (телесериал, 1-6, 8, 10-14, 16-18, 24-37, 39-40 серии) | Дарья Петровна Князева, мать Артёма и Дмитрия                                    |
| 2009      | ф | Настоящая любовь                                                                    | Ирина Александровна, мать Нины                                                   |
| 2010      | с | Семейный дом (телесериал, 1-2, 4-8, 10-12 серии)                                    | Вера Леонидовна, директор школы (озвучила Любовь Германова)                      |
| 2010      | ф | В стиле jazz                                                                        | актриса                                                                          |
| 2010      | с | Цвет пламени (телесериал)                                                           | Марина, приёмная мать Алины                                                      |
| 2014      | ф | Гена Бетон                                                                          | Катя, первая любовь Гены                                                         |

### Театральные работы
- 1982 — «Трёхгрошовая опера» — Полли Пичем (Ярославское театральное училище) выпускной спектакль
- 1982—1988 — Ростовский театр юного зрителя. Различные роли в детских спектаклях (анчутки, принцессы, дурнушки, чудовища, Бабы-Яги, жар-птицы), незначительные роли в серьёзных «взрослых» постановках
- 1982 — «Уик-энд с убийством» (Ростовский театр юного зрителя)
- 1982 — «Дорогая Елена Сергеевна» — Ляля (Ростовский театр юного зрителя)
- 1989 — «Шведский замок» («Замок в Швеции») (Театр имени Ленинского комсомола)
- 1989 — «Дорогая Елена Сергеевна» — Ляля (Ростовский театр юного зрителя) единственный спектакль[33]
- 1989 — «Звёзды на утреннем небе» Александра Галина (Театр имени Ленинского комсомола)
- 1991 — «Дети Райка» (спектакль Виктора Крамера по киносценарию Жака Превера) — Гаранс (Театр имени Ленинского комсомола)
- 1994 — «Шведский замок» (Замок в Швеции) — Элеонора (Театр «Балтийский дом»)
- 2004 — «Жозефина и Наполеон» Иржи Губача — Жозефина (Театр «Колесо»)
- 2004 — «Опасные связи» — маркиза де Мертей
- 2004 — «Мастер и Маргарита» М. А. Булгакова — Маргарита («Русская антреприза» им. А. Миронова)
- 2005 — «Флорентийская трагедия» — Бианка (Театральная компания «Антика»)
- 2005 — «Влюблённый Мопассан» — маркиза де Гайяр (Театр комедии им. Н. П. Акимова)
- 2005 — «Путаны» — ночная бабочка Наташа (Московский независимый театр)
- 2006 — «Армия любовников» — Жозефина
- 2006 — «Падшая жена инженера Мамбретти» — Антония (Проект «Театральный марафон») (Продюсерский центр «Арт-Питер»)
- 2006 — «Держи меня крепче, люби…» — маркиза де Гайяр (Санкт-Петербургский Театральный Центр на Коломенской)
- 2007 — «Ночные бабочки Парижа» — «ночная бабочка» Наташа (Московский независимый театр «Арбат»)
- 2007 — «Виновник торжества» — Елисеева, театральный критик (Продюсерская компания «Про. Ко. Медиа», Санкт-Петербургский Малый Театр Комедии)
- 2007 — «Арлекино» («Слуга двух господ») — Беатриче (Театральное агентство «T-atre»)
- 2007 — «Месье Амедей» — Катя
- 2007 — «Любовь до гроба» — Эва (Театр им. Ленсовета)
- 2008 — «Восемь женщин и…» — Габби (Театральный дом «Миллениум»)
- 2008 — «Питерский синдром» («Натюрморт с гранатом, или Простая история о любви») — Зинаида Степановна (Продюсерский центр «Арт-Питер»)

### Телевидение и радио
- 1988 — «Киношок 1988», док. фильм о I-м кинофестивале Киношок, проведённом в Одессе[источник не указан 3348 дней]
- 1988 — репортаж с Всесоюзного кинофестиваля с международным участием «Золотой Дюк», проведённом в Одессе[источник не указан 3348 дней]
- 1990 — «Кинопанорама» (I программа Центрального телевидения Гостелерадио СССР) (ведущий — В. И. Мережко; одно из интервью с Анной Самохиной)
- 1991 — «Kaк стать любимым». Рождественский вечер, телепередача (Телевизионная студия кинопрограмм РГТРК «Останкино») (ведущий — Сергей Жигунов; одна из гостей Анна Самохина)
- 1994 — Панорама «Кинотавра-1994» или «Нежность к ревущему зверю», телепередача о VI-м кинофестивале Кинотавр, проведённом в Сочи (ведущий — А. А. Салбиев; одно из интервью с Анной Самохиной)
- 1995 — «Блеф-клуб» (телеканал Петербург — Пятый канал) (участница — Анна Самохина совместно с Светланой Тома, Ириной Мазуркевич) (эфир от 8 марта 1995 года)
- 1995 — любительская съёмка Анны Самохиной и Дмитрия Конорова в кинотеатре «Дом Кино» (Санкт-Петербург, съёмка 18 июля 1995 года)
- 1997 — «Блеф-клуб» выпуск № 174 (Петербург — Пятый канал) (участница — Анна Самохина совместно с Ларисой Гузеевой и Светланой Смирновой) (эфир от 8 марта 1997 года)
- 1998 — Клуб «Белый попугай». «Выездное заседание в Петербурге. Белые ночи» (ОРТ) (одна из гостей клуба — Анна Самохина)[34]
- 1999 — «Как снимали „Ментов“», короткометражный фильм о съёмках серии «Дама с собакой» телесериала «Улицы разбитых фонарей. Новые приключения ментов» (из архива А. С. Иванова)
- 2000 — «Блеф-клуб» (телеканал Петербург) (участница — Анна Самохина совместно с Анастасией Мельниковой, Дарьей Лесниковой (Юргенс)) (эфир от марта 1995 года)
- 2002 — «Синие страницы. Ночной разговор у Алексея Лушникова» (Ночной канал «Синие страницы» на телеканале ТНТ—Санкт-Петербург (гость в студии — Анна Самохина) (эфир от 7 февраля 2002 года)
- 2002—2004 — «Лаборатория красоты» (телеканал ТВ-3) (ведущая — Анна Самохина)
- 2004 — небольшое интервью с Анной Самохиной (Интернет-видеожурнал о современной культуре Санкт-Петербурга «Северный Мотив») (декабрь 2004 года)[35]
- 2005 — «В Нью-Йорке с Виктором Топаллером. Анна Самохина» (телеканал RTVi) (гость программы — Анна Самохина) (эфир от 29 октября 2005 года в 23:00, повтор 14 февраля 2010 в 21:10)
- 2006 — «Лолита. Без комплексов». Тема «Жить не по стандарту» (Первый канал) (одни из гостей студии — Анна Самохина и Александра Самохина) (эфир от 11 мая 2006 года в 15:00)
- 2007 — «Блеф-клуб» (телеканал Культура) (участница — Анна Самохина совместно с Александрой Самохиной и Сергеем Кошониным) (эфир от 10 февраля 2007 года в 21:15)
- 2007 — «Пусть говорят» (Первый канал) (одна из гостей студии — Анна Самохина) (эфир от 14 февраля 2007 года)
- 2007 — «Малахов+». Тема «Как правильно выбрать диету?» (Первый канал) (гость студии — Анна Самохина) (эфир от 22 февраля 2007 года)
- 2007 — «Лолита. Без комплексов». Тема «Кому жить легче, вольготней на Руси?» (Первый канал) (одна из гостей студии — Анна Самохина) (эфир от 7 марта 2007 года в 12:20)
- 2007 — «Жизнь Как Жизнь. Реальные истории реальных людей». Тема «Хирургическая красота: за и против» (Пятый канал) (одна из гостей студии — Анна Самохина) (эфир от 22 июля 2007 года в 14:45)
- 2007 — интервью с Анной и Александрой Самохиными на VIII Международном телекинофоруме «ВМЕСТЕ» в Ялте (сентябрь 2007 года)[36]
- 2008 — «Жизнь Как Жизнь. Реальные истории реальных людей». Тема «Страсти по карьере» (Пятый канал) (одна из гостей студии — Анна Самохина) (эфир от 1 июня 2008 года в 14:30)[37]
- 2008 — «Чистосердечное признание. Плохие числа» серия 87 (телеканал НТВ) (одна из героев телепередачи — Анна Самохина) (эфир от 19 октября 2008 года в 19:55)
- 2008 — «Модный приговор» (Первый канал) (гость студии/независимый эксперт — Анна Самохина) (эфир от 31 октября 2008 года, повтор 1 ноября 2008 в 12:20)
- 2008 — «Откровенный разговор» (телеканал «Парк развлечений») (героиня — Анна Самохина) (эфир от 4 декабря 2008 года, повторы 5 и 6 декабря 2008 года)
- 2008 — «Вот человек» (телеканал «ВОТ!») (гость в студии — Анна Самохина) (эфир от 26 декабря 2008 года в 19:00)
- 2009 — «Неймовірні історії кохання» (СТБ) (героиня — Анна Самохина)
- 2009 — «Из личного опыта» № 15 тема омоложение (телеканал Рен ТВ) (гость в студии — Анна Самохина)
- 2009 — «Коллекция впечатлений с Татьяной Булановой» (телеканал «100 ТВ») (гость в студии — Анна Самохина) (эфир от 4 марта 2009 года)
- 2007—2009 — «Истории и легенды Ленфильма»
  - 2009 — фильм № 26 «Как снимали фильм „Дон Сезар де Базан“» (премьера 5 апреля 2009 года)
- 2009 — «Шоу Аллы Довлатовой» (радио «Маяк») (гость — Анна Самохина) (эфир от 28 ноября 2009 года в 16:05)
- 2009 — «Честь имею» (документальный фильм) (ведущие — Анна Самохина совместно с Сергеем Кошониным) (премьера 2—3 апреля 2010 года)
- 2009 — «Виктория Горшенина. Я и два гения» (док. фильм об актрисе Виктории Захаровне Горшениной) (с участием Анны Самохиной)

### Музыка
- 1994—1995 — сольный музыкальный альбом Анны Самохиной
  - 1994 — «Ветер любви» (Анна Самохина совместно с группой «Трубный зов»)
  - 1994 — «Какая я красивая» (Анна Самохина совместно с группой «Трубный зов») (муз. И. А. Азаров, сл. Р. К. Лисиц)
  - 1994 — «Сон-свет» (Анна Самохина совместно с группой «Трубный зов»)
  - 1994 — «Социология» (Анна Самохина совместно с группой «Трубный зов»)
  - 1994 — «Уходит лето» (Анна Самохина совместно с группой «Трубный зов») (муз. И. А. Азаров, сл. Р. К. Лисиц)
  - 1994 — «The Show Must Go On» (Анна Самохина совместно с группой «Трубный зов») (муз. и сл. Брайан Мэй и Фредди Меркьюри)
  - 1995 — «Мир фантазий» (дуэт Анны Самохиной и Дмитрия Нагиева совместно с группой «Трубный зов»)
  - 1995 — «Ты вспомнишь меня» (дуэт Анны Самохиной и Дмитрия Нагиева совместно с группой «Трубный зов»)
  - 1995 — «Когда-нибудь» (дуэт Анны Самохиной и Дмитрия Нагиева совместно с группой «Трубный зов»)
  - 1995 — «Снова начать» (дуэт Анны Самохиной и Дмитрия Нагиева совместно с группой «Трубный зов»)
  - 1995 — «Прости» (дуэт Анны Самохиной и Дмитрия Нагиева совместно с группой «Трубный зов»)
- 1998 — музыкальный альбом «Полёт в никуда» (группа «Трубный зов») (дуэты Анны Самохиной и Дмитрия Нагиева)
- 2001 — «Вицмундиръ» (в цикле «Русский водевиль»)
- 2008 — «Любимая» (дуэт Анны Самохиной и Семёна Канады) (муз. и сл. С. Овчинникова)

Видеоклипы
- 1991 — «Не говори мне нет» (видеоклип на песню группы «Арамис», сл. и муз. Николай Ким)
- 1994 — «Ветер любви» (видеоклип на песню Анны Самохиной, совместно с группой «Трубный зов»)
- 1994 — «Сон-свет» (видеоклип на песню Анны Самохиной, совместно с группой «Трубный зов»)
- 1995 — «Снова начать» (видеоклип на дуэт Анны Самохиной и Дмитрия Нагиева, совместно с группой «Трубный зов»)
- 1995 — «Прости» (видеоклип на дуэт Анны Самохиной и Дмитрия Нагиева. Выступление в клубе «Континент» в Санкт-Петербурге)
- 1998 — «Туман» (видеоклип на песню Сергея Дикого «Когда рассеется туман») (Анна Самохина совместно с Игорем Дмитриевым)
- 1999 — «Родная жена» (видеоклип на песню Семёна Канады)
- 1999 — «Дом у дороги» (видеоклип на песню Семёна Канады)
- 2007 — «Александрин» (видеоклип на песню Филиппа Киркорова для проекта «Старые песни о главном»)

### Конферанс
- 1996 — I Международный кинофестиваль «Лики Любви» (Кинотеатр «Зарядье». — Москва, 6—16 января 1996 года) (одна из ведущих II отделения кинофестиваля — Анна Самохина)
- 1999 — концерт «Весна романса» (Большой концертный зал «Октябрьский», Санкт-Петербург 23 апреля 1999 года) (ведущая концерта — Анна Самохина)
- 2008 — церемония вручения независимой ресторанной премии «Лавровый лист», (зал «Крыша» Гранд Отеля Европа, Санкт-Петербург 22 марта 2008 года) (ведущая церемонии — Анна Самохина)[38]

## Документальный фильм
- «Анна Самохина. Одиночество королевы» («ТВ Центр», эфир от 5 сентября 2017)
- «Анна Самохина» из цикла «Прощание» («ТВ Центр», эфир от 31 октября 2017)
- «Анна Самохина. Запомните меня молодой и красивой» («Первый канал», эфир от 14 января 2018)
- «Мужчины Анны Самохиной» из цикла «Мужчины/Женщины» («ТВ Центр», эфир от 15 октября 2019)

## Признание заслуг
- I Международный кинофестиваль «Золотой Витязь» (Москва, 1992) — приз «За лучшую женскую роль» (за роль в фильме «На железной дороге»)

### Общественные награды
- 1994 — приз имени Веры Холодной «Самая обворожительная».